# Janjina
Janjina je opčina v Chorvatsku, v Dubrovnicko-neretvanské župě. Opčina leží ve středu poloostrova Pelješac. Janjina je největší vesnice ve vnitrozemí poloostrova Pelješac, na úpatí vrchu Gradina (224 m n. m.), 2 km od Drače na severovýchodním pobřeží. Leží na regionální silnici.

## Historie
Janjina se skládá z malého rybářského přístavu a městečka Zabreže (za kopcem) se jménem vystihujícím jeho geografickou situaci. Nejstarší zmínka o Janjině je z roku 1222. Na Gradině se nachází ilyrská horská pevnost. U hřbitovního kostela sv. Štěpána byly objeveny zbytky římské vily. Další památkou jsou pozůstatky předrománského kostela sv. Jiří a pozdně středověkého hřbitova.

## Opčina
Opčina vznikla v roce 1997, dříve byla součástí opčiny Ston. Podle sčítání lidu z roku 2011 žilo v opčině 551 obyvatel.
Skládá se z vesnic:
- Janjina – 203 obyvatel
- Sreser -192 obyvatel
- Drače – 93 obyvatel
- Popova Luka – 27 obyvatel
- Osobjava – 36 obyvatel

## Ekonomické aktivity
Pelješská oblast je známá produkcí vína. Důležitou ekonomickou aktivitou obyvatelstva je i farmářství, pěstování oliv a ústřic (u Drače).

## Pamětihodnosti
- kostel svatého Blažeje

## Galerie

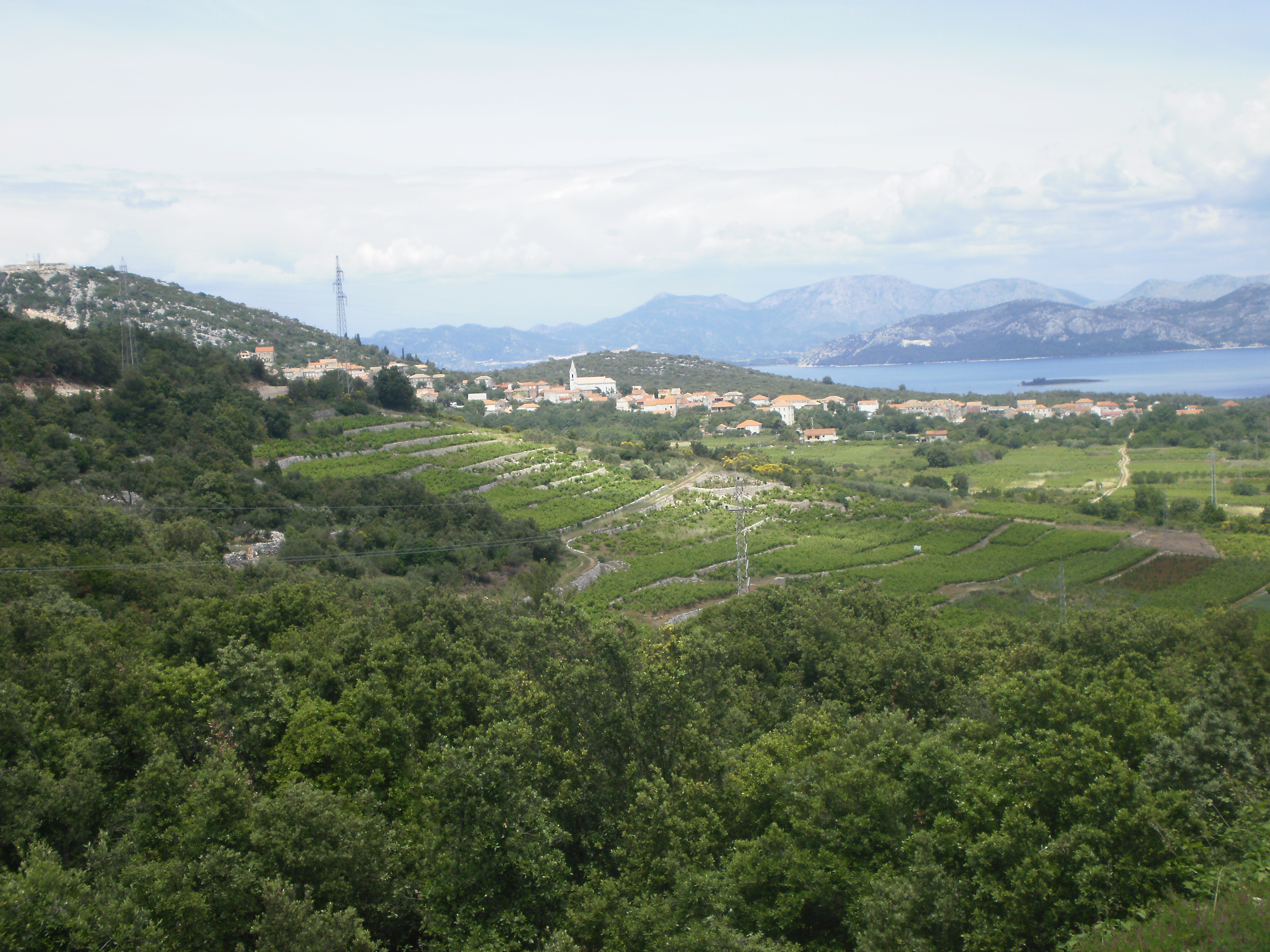
Janjina – panorama
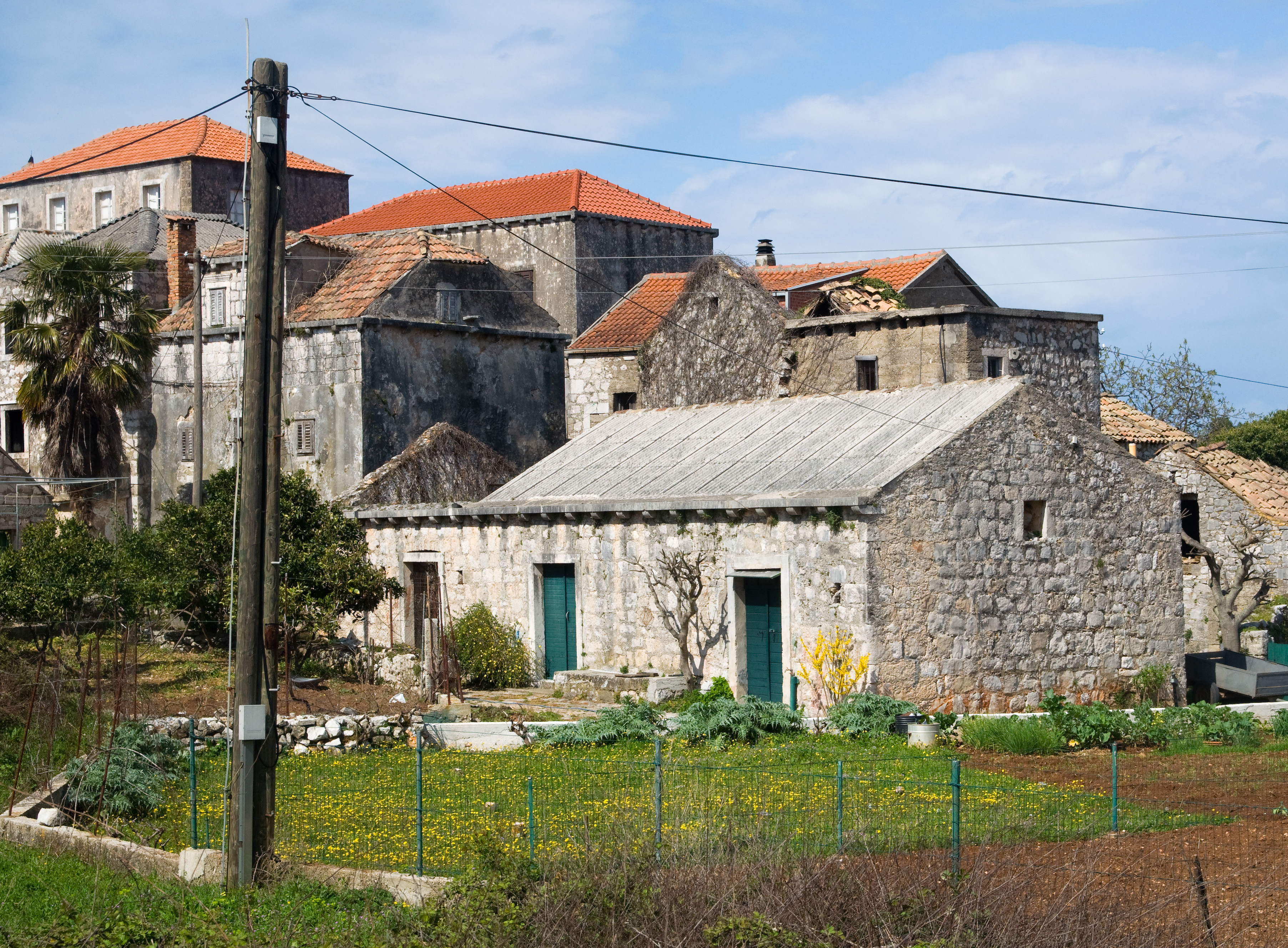
Janjina
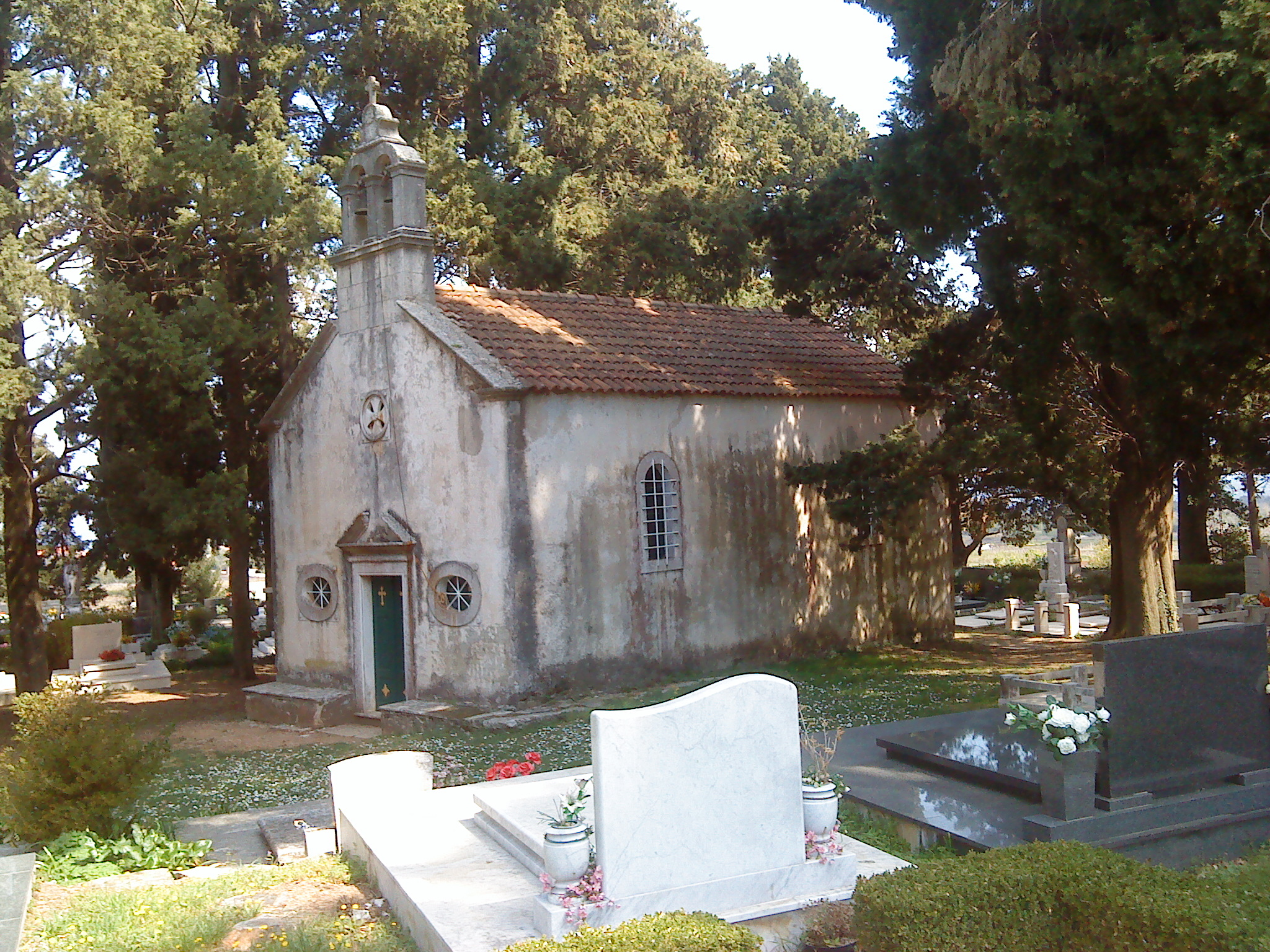
Janjina – Crkva sv. Stjepana na hřbitově
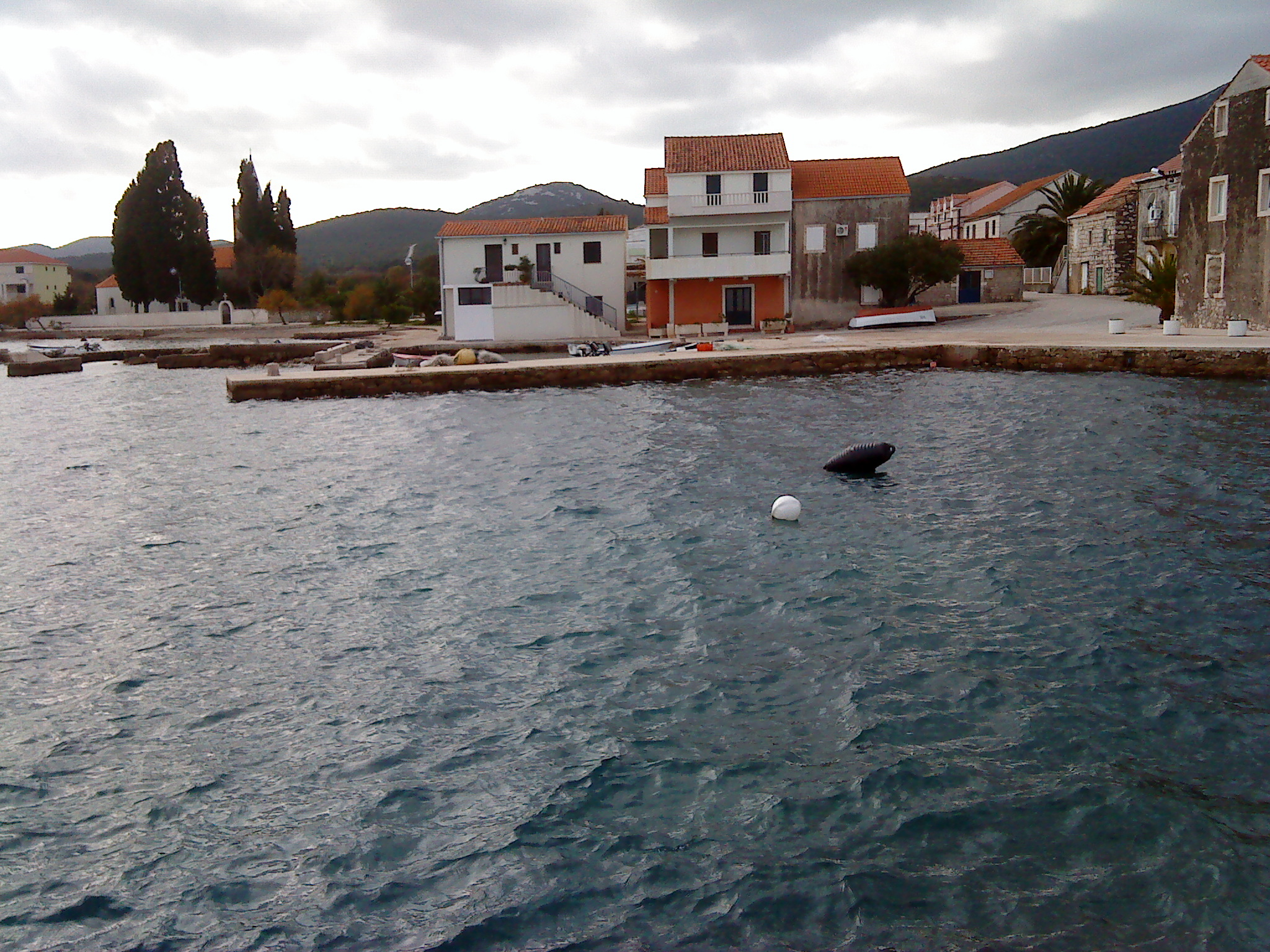
Sreser – přístav
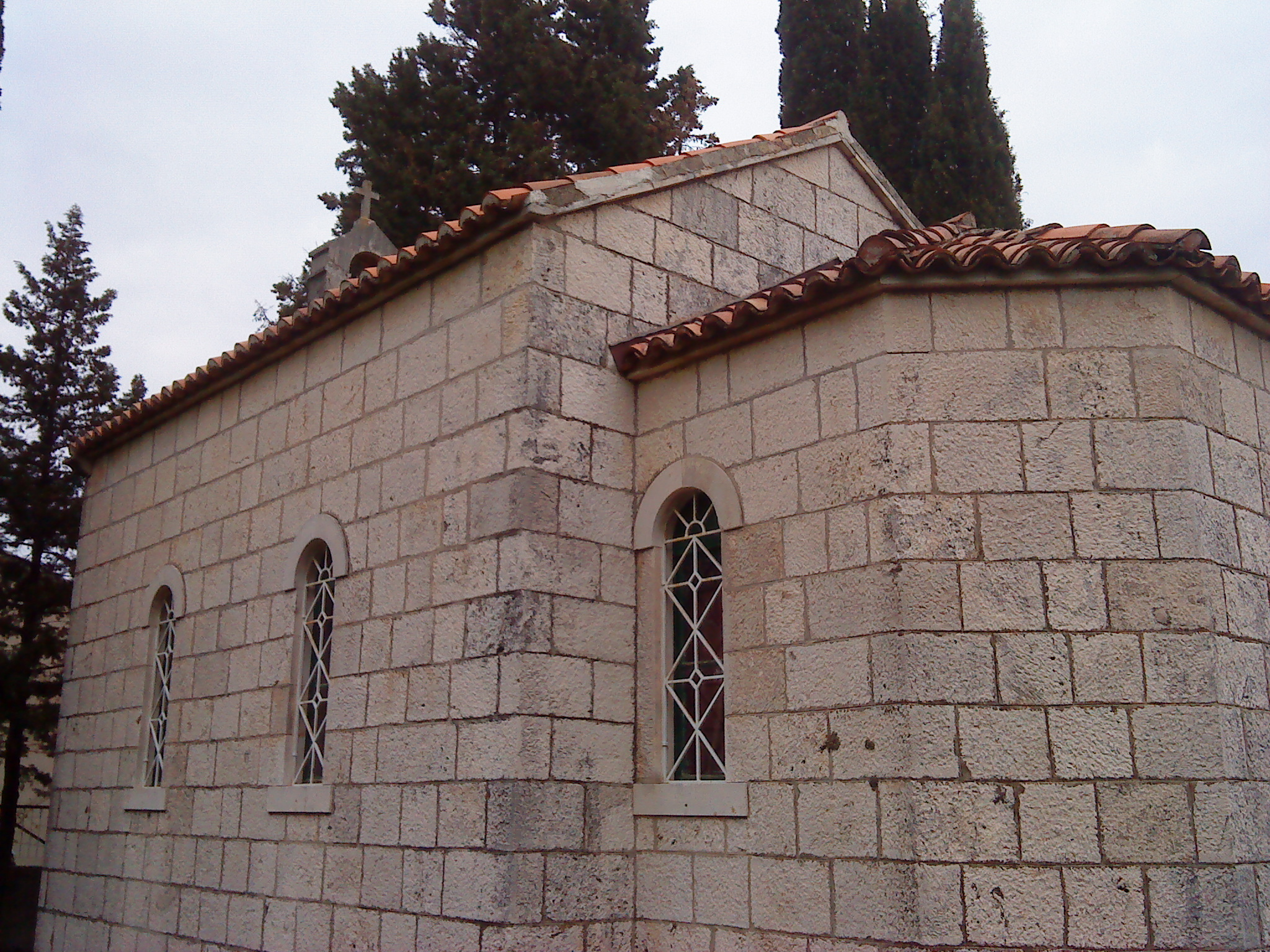
Drače – Crkva sv. Roka
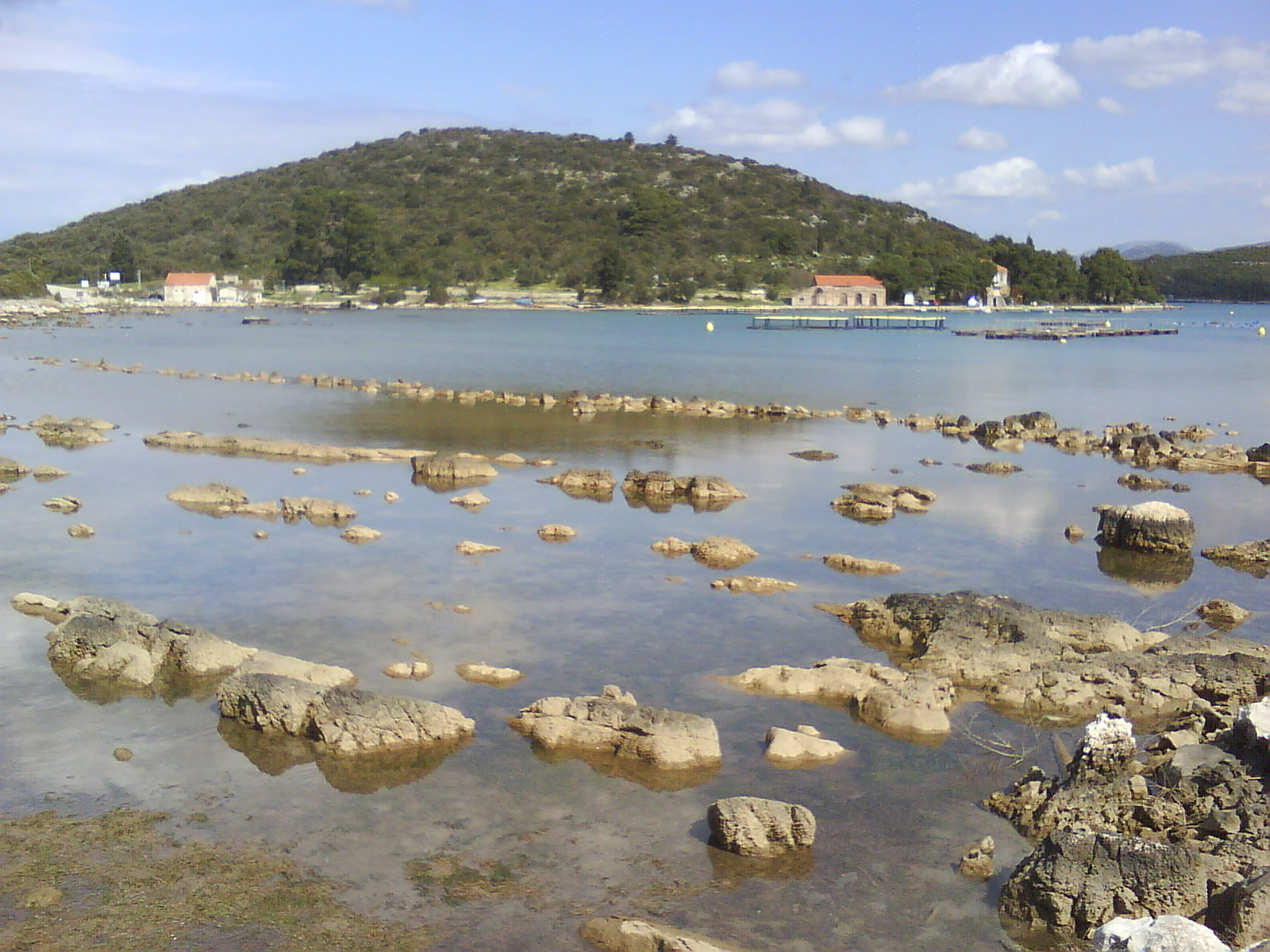
Drače – ústřice
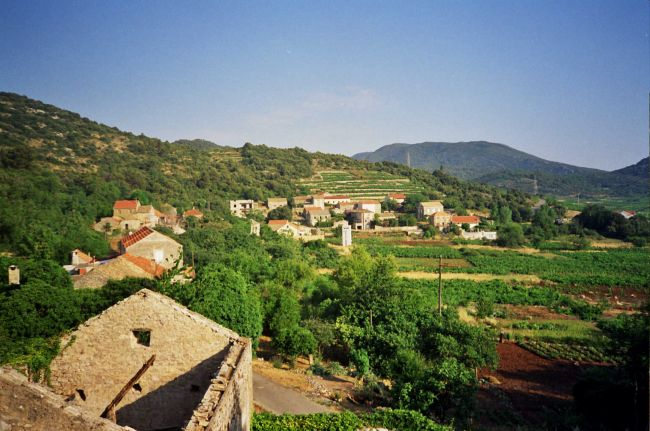
Popova Luka
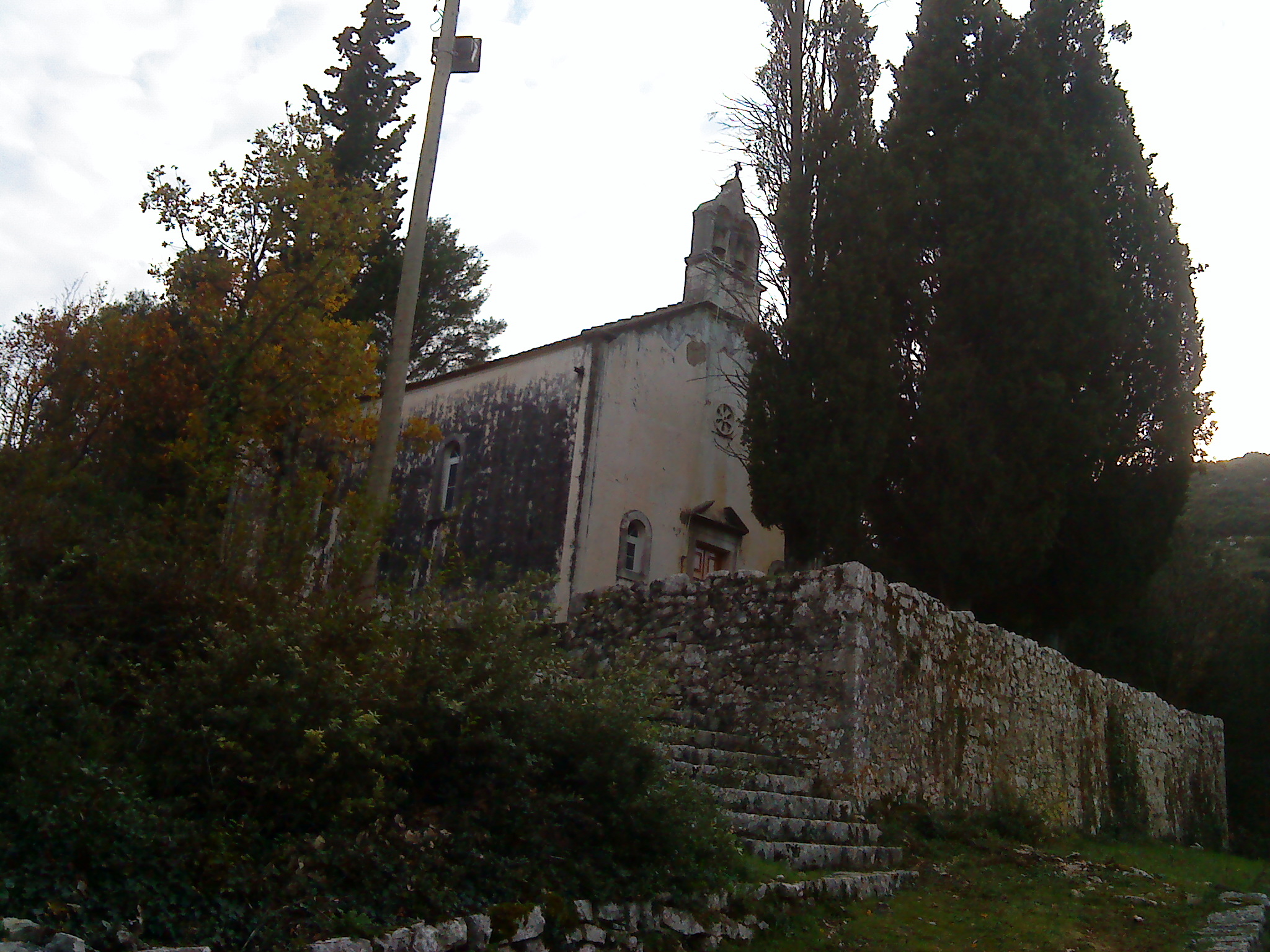
Popova Luka – Crkva sv. Trojstva
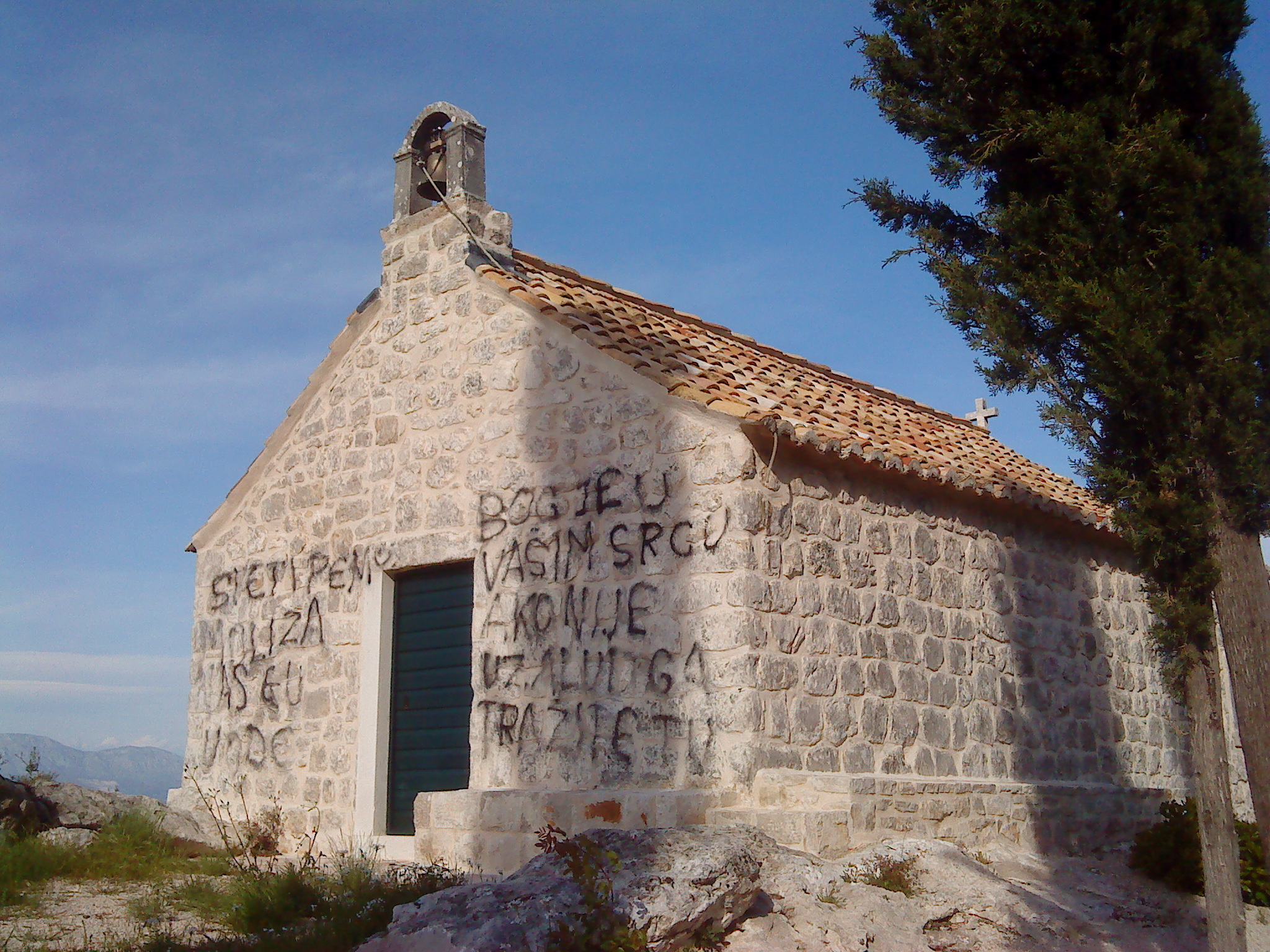
Osobjava – Crkva sv. Ivana
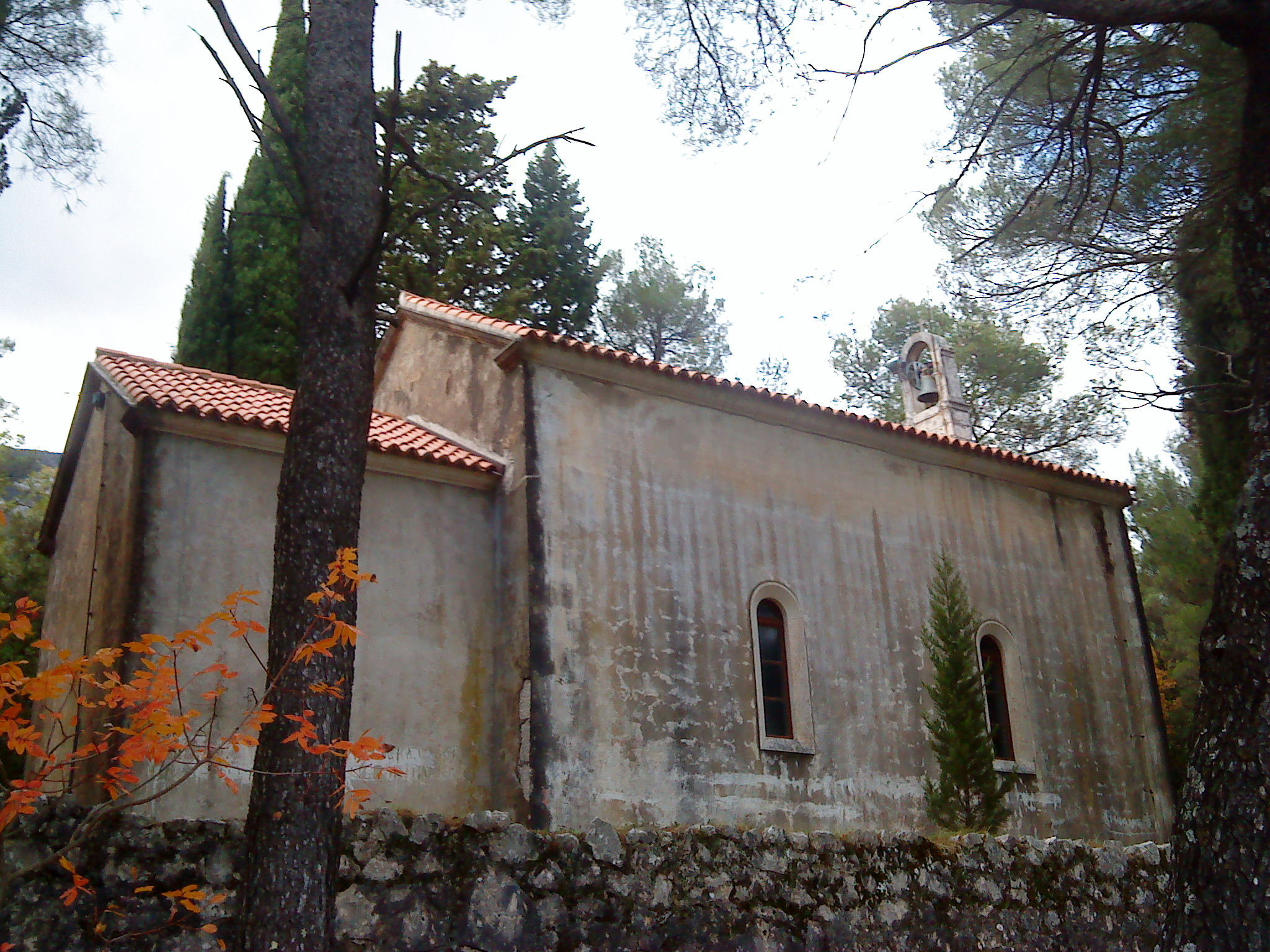
Osobjava – Crkva Gospe od Zdravlja